# Liste von Psychiatrien in Hessen
Die Liste von Psychiatrien in Hessen ist eine unvollständige Liste und erfasst ehemalige und aktuelle psychiatrische Fachkliniken des Landes Hessen.

## Liste
In chronologischer Reihenfolge:
| Name                                                                                        | Ort                                                                            | Gründung      | Bemerkungen                                                                           | Bild |
| ------------------------------------------------------------------------------------------- | ------------------------------------------------------------------------------ | ------------- | ------------------------------------------------------------------------------------- | ---- |
| Vitos Klinik für Psychiatrie und Psychotherapie Bad Emstal                                  | Bad Emstal                                                                     | 1533          | Im Kloster Merxhausen                                                                 |      |
| Kloster Haina                                                                               | Wohra (Ohm)                                                                    | 1533          |                                                                                       |      |
| Philippshospital Riedstadt                                                                  | Riedstadt                                                                      | 1535          |                                                                                       |      |
| Vitos Rheingau                                                                              | Eltville am Rhein                                                              | 1815          |                                                                                       |      |
| Anstalt für Irre und Epileptische                                                           | Frankfurt am Main                                                              | 1859 bis 1864 | Abriss 1928                                                                           |      |
| Ehemalige Landesirrenanstalt Heppenheim                                                     | Heppenheim (Bergstraße)                                                        | 1861 und 1892 | Nach den Vorfällen im Nationalsozialismus geschlossen und für anderer Zwecke genutzt. |      |
| Waldkrankenhaus Köppern                                                                     | Köppern                                                                        | 1864          |                                                                                       |      |
| Vitos Weilmünster                                                                           | Weilmünster                                                                    | 1897          |                                                                                       |      |
| Klinik Hohe Mark                                                                            | Oberursel (Taunus)                                                             | 1904          |                                                                                       |      |
| Vitos Herborn                                                                               | Herborn                                                                        | 1911          |                                                                                       |      |
| Ludwig-Noll-Krankenhaus                                                                     | Kassel                                                                         | 1965          |                                                                                       |      |
| Vitos forensisch-psychiatrische Ambulanz Hessen                                             | Ambulanzen in Haina, Gießen, Kassel, Schotten, Eltville am Rhein und Riedstadt | 1988          |                                                                                       |      |
| Main-Kinzig-Kliniken                                                                        | Gelnhausen, Schlüchtern und Bad Soden-Salmünster                               | 1997          |                                                                                       |      |
| Vitos Klinik für Psychiatrie und Psychotherapie Marburg                                     | Marburg                                                                        |               |                                                                                       |      |
| Abteilung für Psychiatrie und Psychotherapie des Klinikums der Philipps-Universität Marburg | Marburg                                                                        |               |                                                                                       |      |
| Psychiatrie des Klinikums Frankfurt Höchst                                                  | Frankfurt-Höchst                                                               |               |                                                                                       |      |

- Karte mit allen verlinkten Seiten:
- OSM |
- WikiMap